# Finch (rapper)
Nils Wehowski (Frankfurt an der Oder, NDK, 1990. április 13. - ), ismertebb művésznevén Finch, stilizálva FiNCH vagy FiNCH ASOZiAL) német rapper, Twitch streamer, YouTuber és battle rapper.

## Élete
1990. április 13-án született Kelet-Németországban. Gyerekkorát Fürstenwaldéban töltötte. Gépipari technikumot végzett, majd öt évet dolgozott, ezt követően elektromérnöki képesítést szerzett. 2013-ban Berlinbe költözött, annak is Lichtenberg nevű negyedébe.
Először a Rap am Mittwoch** című műsorban jelent meg, 2014-ben pedig saját dalait kezdte el feltölteni a YouTube-csatornájára. Debütáló kislemeze, az Ostdeutscher Hasselhoff 2016 augusztusában jelent meg. Ezt követte 2018 augusztusában a Fliesentich Romantik című EP. Ugyanezen év júliusában a Clep nevű rapperrel vívott rapcsatát a TopTierTakeover nevű YouTube-csatornán. Milliós nézettséget ért el vele, az ezt követően megjelent Departure című kislemeze már a német slágerlistára is felkerült. Videoklipjét több mint 20 millióan látták. Első stúdióalbumát Dorfdisko címen jelentette meg 2019-ben, ami a német lemezlista második helyéig jutott. 2020-ban jelent meg második lemeze, Finchi's Love Tape címmel, ami szintén második lett. Ugyanebben az évben indította el sweetfinchiboy90 névre hallgató Twitch-csatornáját, melyen alkalmanként szokta közvetíteni, ahogy játszik.
2021-ben jelentette be, hogy Finch Asozial helyett immár csak mint Finch lép fel - elmondása szerint nem akarta, hogy pusztán a név alapján, a zenéjének ismerete nélkül negatív előítéletekkel álljanak hozzá az emberek. Harmadik és negyedik albuma, a 2022-ben megjelent Rummelbums valamint a 2023-ban megjelent Dorfdisko Zwei a lemezlista első helyére került.
Finch külsőségekben sokszor rájátszik keletnémet származására: bajuszt, Bundesliga-frizurát és műszálas melegítőket visel, a keletnémet kultúra és sztereotípiák pedig sokszor megjelennek videoklipjeiben. Dalszövegei gyakran trágárak, nosztalgiától áthatottak és a mai Kelet-Németországot dicsérik. Dalait elektronikus zenei alapokon készíti el. Számos alkalommal készített közös számot német nyelvterületen népszerű előadókkal, mint például a Scooter, Blümchen, Paul Elstak, a Silbermond, Leony, VIZE, vagy a Harris & Ford.

## Diszkográfia
| Év   | Cím                | Kiadó                       | Legjobb helyezés | Legjobb helyezés | Legjobb helyezés |
| Év   | Cím                | Kiadó                       | Németország      | Ausztria         | Svájc            |
| ---- | ------------------ | --------------------------- | ---------------- | ---------------- | ---------------- |
| 2019 | Dorfdisko          | Walk This Way Records (WMG) | 2 (8 hétig)      | 18 (1 hétig)     | 32 (1 hétig)     |
| 2020 | Finchi's Love Tape | Walk This Way Records (WMG) | 2 (9 hétig)      | 18 (1 hétig)     | 17 (1 hétig)     |
| 2022 | Rummelbums         | Walk This Way Records (UMG) | 1 (5 weeks)      | 23 (2 hétig)     | 9 (1 hétig)      |
| 2023 | Dorfdisko Zwei     | Walk This Way Records (UMG) | 1                | -                | -                |